# Merceyopsis
Merceyopsis là một chi rêu trong họ Pottiaceae.